# Апензен
Апензен (нім. Apensen) — громада в Німеччині, розташована в землі Нижня Саксонія. Входить до складу району Штаде. Центр об'єднання громад Апензен.
Площа — 20,74 км2. Населення становить 4467 ос. (станом на 31 грудня 2021).